# 뱅뱅 (2014년 영화)
뱅뱅(Bang Bang)은 인도에서 제작된 시따하트 아난드 감독의 2014년 액션, 멜로/로맨스 영화이다. 론 스무렌버그 등이 주연으로 출연하였다.

## 출연

### 주연
- 론 스무렌버그
- 카트리나 카이프
- 리틱 로샨

### 조연
- 지미 셰르길
- 대니 덴종파
- 자베드 자프리
- 디프티 나발
- 빠완 말호뜨라
- 비크람 고칼레

## 제작진
- 의상: 아나이타 슈로프